# Minas Novas
Pour les articles homonymes, voir Novas.
Minas Novas est une municipalité brésilienne de l'État du Minas Gerais et la microrégion de Capelinha.